# Cadillac BLS
O Cadillac BLS é um automóvel médio da Cadillac, desenvolvido especialmente para o mercado europeu. O modelo é produzido em Trollhättan, Suécia, na mesma fábrica que produz o Saab 9-3 e o Saab 9-5. As vendas começaram em março e uma versão perua está prevista para 2007.